# توماسز سوكلووسكي
توماسز سوكلووسكي (25 يونيو 1985 بشتتين في بولندا - ) هو لاعب كرة قدم نرويجي وبولندي في مركز الوسط. شارك مع منتخب النرويج تحت 19 سنة لكرة القدم ومنتخب النرويج تحت 21 سنة لكرة القدم ومنتخب النرويج لكرة القدم. أما مع النوادي، فقد لعب مع نادي بران ونادي ستابك ونادي فيكينغ ونادي لين وAsker Fotball ‏.

## وصلات خارجية
- توماسز سوكلووسكي على موقع اتحاد النرويج (النرويجية)
- توماسز سوكلووسكي على موقع قاعدة بيانات كرة القدم.إي يو (الإنجليزية)
- توماسز سوكلووسكي على موقع ناشيونال فوتبول تيمز (الإنجليزية)
- توماسز سوكلووسكي على موقع Soccerway.com (الإنجليزية)